# Axiomes de Peano

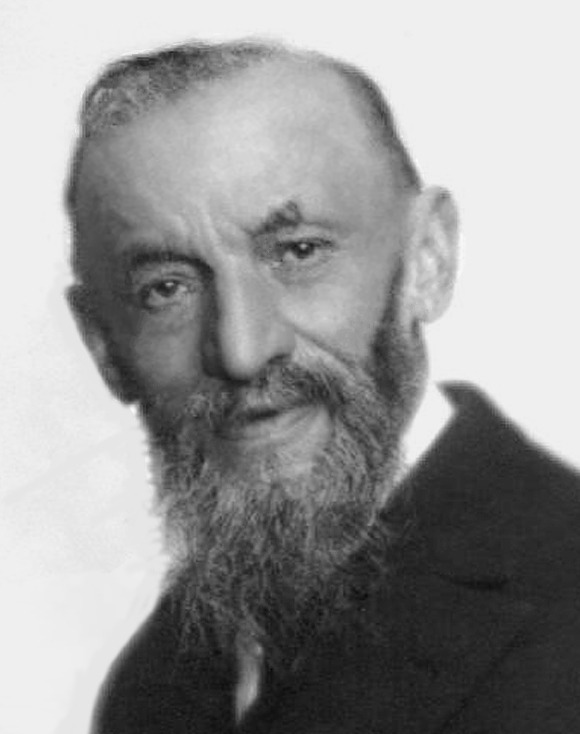
Giuseppe Peano

En mathématiques, les axiomes de Peano sont des axiomes pour l'arithmétique proposés initialement à la fin du XIXe siècle par Giuseppe Peano, et qui connaissent aujourd'hui plusieurs présentations qui ne sont pas équivalentes, suivant la théorie sous-jacente, théorie des ensembles, logique du second ordre ou d'ordre supérieur, ou logique du premier ordre. Richard Dedekind avait proposé une formalisation assez proche, sous une forme non axiomatique.

## Axiomes
La définition axiomatique des entiers naturels de Peano peut être décrite par les cinq axiomes  :
1. L'élément appelé zéro et noté 0 est un entier naturel.
2. Tout entier naturel n a un unique successeur, noté s(n) ou Sn qui est un entier naturel.
3. Aucun entier naturel n'a 0 pour successeur.
4. Deux entiers naturels ayant le même successeur sont égaux.
5. Si un ensemble d'entiers naturels contient 0 et contient le successeur de chacun de ses éléments, alors cet ensemble est N.

Le premier axiome permet de poser que l'ensemble N des entiers naturels n'est pas vide, le troisième qu'il possède un premier élément et le cinquième qu'il vérifie le principe de récurrence.
De façon plus formelle, dire de (E, c, f) qu'il satisfait les axiomes de Peano, c'est dire qu'il satisfait les propriétés suivantes :
1. E est un ensemble ayant c pour élément,
2. f est une fonction de E dans lui-même,
3. c ∉ Im(f),
4. f est injective,
5. Toute partie F de E contenant c et stable par f (c'est-à-dire telle que f(F) ⊂ F) est égale à E.

La formulation de la propriété 5 contient une quantification sur les parties de E : une telle propriété est dite du second ordre. Une telle structure est un modèle des axiomes de Peano, vu comme axiomes en logique du second ordre.
La formulation originale de Peano contenait d'autres axiomes, par exemple sur l'égalité, que l'on considère aujourd'hui comme faisant partie de la logique sous-jacente.

## Arithmétique de Peano
L'arithmétique de Peano désigne souvent la « restriction » des axiomes de Peano au langage de l'arithmétique du premier ordre, c'est-à-dire le calcul des prédicats égalitaire avec pour signature {0, s, + , ∙}. Les variables du langage désignent des objets du domaine d'interprétation, ici des entiers. Dans ce langage du premier ordre, on ne dispose pas de variables pour les ensembles d'entiers, et on ne peut quantifier sur ces ensembles. On ne peut donc pas exprimer directement la récurrence par un énoncé tel que celui du paragraphe précédent (« tout sous-ensemble … »). On considère alors qu'un sous-ensemble de N est exprimé par une propriété de ses éléments, propriété que l'on écrit dans le langage de l'arithmétique.
Les axiomes de Peano deviennent alors les axiomes suivants :
1. {\displaystyle \forall x\lnot (sx=0)}
2. {\displaystyle \forall x\left(x=0\lor \exists y\left(x=s(y)\right)\right)}
3. {\displaystyle \forall x\forall y(sx=sy\Rightarrow x=y)}
4. {\displaystyle \forall x(x+0=x)}
5. {\displaystyle \forall x\forall y(x+sy=s(x+y))}
6. {\displaystyle \forall x(x\cdot 0=0)}
7. {\displaystyle \forall x\forall y(x\cdot sy=(x\cdot y)+x)}
8. Pour toute formule {\displaystyle \phi (x,x_{1},\ldots ,x_{n})} à n + 1 variables libres, {\displaystyle \forall x_{1}\ldots \forall x_{n}\left(\left(\phi \left(0,x_{1},\ldots ,x_{n}\right)\wedge \left(\forall x\left(\phi \left(x,x_{1},\ldots ,x_{n}\right)\Rightarrow \phi \left(sx,x_{1},\ldots ,x_{n}\right)\right)\right)\right)\Rightarrow \forall x\phi \left(x,x_{1},\ldots ,x_{n}\right)\right)}

Le point 8 ci-dessus est un schéma d'axiomes, qui représente une infinité dénombrable d'axiomes, un pour chaque formule {\displaystyle \phi (x,x_{1},\ldots ,x_{n})}. Le schéma d'axiomes exprime la récurrence : dans la formule {\displaystyle \phi (x,x_{1},\ldots ,x_{n})}, les variables {\displaystyle (x_{1},\ldots ,x_{n})} sont des paramètres, que l'on peut remplacer par des entiers arbitraires {\displaystyle (p_{1},\ldots ,p_{n})}. L'axiome pour la formule {\displaystyle \phi (x,x_{1},\ldots ,x_{n})} devient, appliqué à {\displaystyle (p_{1},\ldots ,p_{n})} :
{\displaystyle \left(\left(\phi \left(0,p_{1},\ldots ,p_{n}\right)\wedge \left(\forall x\left(\phi \left(x,p_{1},\ldots ,p_{n}\right)\Rightarrow \phi \left(sx,p_{1},\ldots ,p_{n}\right)\right)\right)\right)\Rightarrow \forall x\phi \left(x,p_{1},\ldots ,p_{n}\right)\right)}
Ce qui exprime bien que, si l'ensemble {\displaystyle \left\{x\in \mathbb {N} \mid \phi \left(x,p_{1},\ldots ,p_{n}\right)\right\}} contient 0 et s'il contient le successeur de chacun de ses éléments, c'est N.
Cependant, le schéma d'axiomes ne donne plus cette propriété que pour les sous-ensembles de N qui se définissent dans le langage de l'arithmétique du premier ordre : une infinité dénombrable de sous-ensembles de N.
L'axiome 2 pourrait être éliminé : il se démontre par récurrence, une récurrence assez singulière, puisque, s'il faut bien distinguer le cas 0 du cas successeur, dans ce dernier cas, l'hypothèse de récurrence n'est pas utile.
L'arithmétique de Peano n'est pas finiment axiomatisable. Cependant, en étendant le langage avec des variables du second ordre (des variables de prédicat), et en restreignant la compréhension aux formules du premier ordre, on peut obtenir dans ce nouveau langage un système fini d'axiomes qui a les mêmes conséquences que l'arithmétique de Peano dans le langage initial (de façon similaire à la théorie des ensembles de von Neumann-Bernays-Gödel vis-à-vis de la Théorie des ensembles de Zermelo-Fraenkel).

## Existence et unicité
L'existence d'un modèle des axiomes de Peano (au second ordre) peut être établie par une construction très usuelle dans le cadre de la théorie des ensembles :
- On pose 0 = ∅.
- On définit la « fonction » (au sens intuitif) successeur s en posant, pour tout ensemble a,

s(a) = a ∪ {a}.
L'ensemble N est l'intersection de tous les ensembles auxquels 0 appartient, et qui sont clos par successeur ; A est clos par successeur, quand pour tout a élément de A, son successeur s(a) est encore élément de A.
Pour que cette définition soit correcte, il faut qu'il existe au moins un tel ensemble, ce qui est assuré par l'axiome de l'infini.
On remarque que pour tous éléments a et b de N :
s(a) ≠ 0 ;   s(a) = s(b) ⇒ a = b.
La structure (N, 0, sN), où sN est la restriction de s à N, satisfait alors les axiomes pré-cités. On peut définir N comme l'ensemble des entiers naturels.
Cet ensemble est aussi l'ensemble des ordinaux de von Neumann finis. Cette construction de N n'est pas vraiment canonique, l'essentiel est que 0 ne soit jamais un successeur et que le successeur soit injectif sur l'ensemble obtenu, mais elle permet de construire de façon simple et uniforme un ensemble représentant chaque cardinalité finie (l'entier n ainsi construit a, en tant qu'ensemble, pour cardinal n), l'axiome de l'infini permettant de prouver qu'ils forment un ensemble.
Deux structures de (X,a,f) et (Y,b,g)[Quoi ?] sont dites isomorphes s'il existe une bijection ϕ de X dans Y telle que ϕ(a) = b et  ϕ ∘ f = g ∘ ϕ. On peut montrer que si ces deux structures satisfont chacune les axiomes de Peano, avec la récurrence prise au second ordre, alors elles sont isomorphes. C'est une conséquence du principe de définition par récurrence qui se démontre dans la version second ordre des axiomes de Peano. Il devient faux pour l'arithmétique de Peano (du premier ordre).

## Opérations et ordre
L'addition sur N est définie récursivement par les axiomes 4 et 5 de l'arithmétique de Peano. (N, +) est ainsi un monoïde commutatif, d'élément neutre 0. Ce monoïde peut être plongé dans un groupe. Le plus petit groupe le contenant est celui des nombres entiers relatifs.
En posant s(0) = 1, le successeur de b est b + 1 (b + s(0) = s(b + 0) = s(b)).
De façon analogue, en supposant que l'addition a été définie, la multiplication sur N est définie par les axiomes 6 et 7 de l'arithmétique de Peano. (N, ∙) est ainsi un monoïde commutatif, d'élément neutre 1.
Il est finalement possible de définir un ordre total sur N, par un prédicat binaire n'appartenant pas au langage mais défini sur sa base, qui ne définit pas non plus un objet de N donc appartient au métalangage (du moins au premier ordre) qui est ici ensembliste, en posant que a ≤ b si et seulement s'il existe un nombre c tel que a + c = b. Alors, N muni de cet ordre est un ensemble bien ordonné : tout ensemble non vide de nombres naturels possède un plus petit élément.

## Cohérence
En vertu du second théorème d'incomplétude de Gödel, la non-contradiction de ces axiomes entre eux n'est pas conséquence de ces seuls axiomes : on ne peut pas prouver la cohérence de l'arithmétique dans l'arithmétique.
La construction ci-dessus fournit a fortiori un modèle de l'arithmétique de Peano, et donc une preuve de cohérence de cette théorie relativement à une théorie dans laquelle on peut définir ces structures, et formaliser la preuve de correction, par exemple la théorie des ensembles de Ernst Zermelo.
Il existe d'autres preuves de cohérence relative, notamment celle (en) de Gerhard Gentzen qui fournit une mesure plus précise de la « force » de l'arithmétique : il suffit d'ajouter un principe d'induction jusqu'à l'ordinal dénombrable ε₀ pour pouvoir démontrer la cohérence de l'arithmétique.

## Modèles non standard
Un modèle de l'arithmétique de Peano qui n'est pas isomorphe à N, est dit « non standard ».
Tout modèle non standard de l'arithmétique contient les entiers naturels, que l'on appelle alors, entiers « standard », et qui sont les éléments du modèle que l'on peut désigner par des termes du langage, les autres éléments du modèle sont alors appelés entiers non standard.
Plus précisément si N' est un modèle non standard de l'arithmétique, alors il existe une unique[réf. souhaitée] injection f de N dans N' telle que :
- f(0) = 0
- ∀n, f(s(n)) = s(f(n))

et l'image de f est ce que l'on appelle l'ensemble des entiers standard du modèle.
Il n'est pas possible de distinguer les entiers standard des entiers non standard dans le langage de l'arithmétique, puisque si un prédicat permettait de caractériser les entiers standard, le schéma de récurrence particularisé à ce prédicat ne serait pas valide. On « sort » donc de l'arithmétique de Peano dès que l'on raisonne sur ces notions dans un modèle non standard. Mais, on peut se servir du fait que les axiomes de Peano restent valides dans ce modèle. On montre par exemple facilement qu'un entier non standard est nécessairement supérieur à un entier standard. La totalité de l'ordre (défini par l'addition, voir ci-dessus), reste valide. Si un entier non standard était plus petit qu'un entier standard, on montrerait par injectivité du successeur  et récurrence qu'il existe un entier non standard plus petit que 0, et 0 serait un successeur. Encore plus simplement, on montre qu'il ne peut y avoir de plus petit entier non standard, puisque tout entier non nul est un successeur.

### Existence des modèles non standard
- Le théorème de compacité et le théorème de Löwenheim-Skolem assurent qu'il existe des modèles dénombrables non standard de l'arithmétique de Peano qui satisfont exactement les mêmes énoncés du premier ordre que N. Abraham Robinson fonde l'analyse non standard sur un modèle de l'arithmétique satisfaisant en particulier cette condition.
- Il existe également des modèles non standards qui satisfont des énoncés du premier ordre faux dans N (en plus, rappelons-le, de tous les énoncés démontrables dans Peano, par définition de la notion de modèle). Un énoncé vrai dans N n'est pas démontrable  dans l'arithmétique de Peano, si et seulement s'il existe un modèle non standard dans lequel cet énoncé est faux. Les théorèmes d'incomplétude de Gödel ont donc pour conséquence l'existence de tels modèles (par exemple, il existe des modèles qui satisfont un énoncé exprimant que l'arithmétique de Peano est incohérente !). A contrario, on peut utiliser de tels modèles pour montrer que certains énoncés ne sont pas démontrables dans l'arithmétique de Peano (voir par exemple le théorème de Goodstein).

## Axiomatique de Presburger
L'arithmétique de Presburger est une restriction de l'arithmétique de Peano où l'on élimine la multiplication, mais demeurent le successeur et l'addition (le prédicat binaire d'ordre est donc toujours définissable, et le langage peut utiliser la constante 1 plutôt que la fonction successeur s). Elle est beaucoup moins expressive, mais complète et décidable.
Elle comporte les axiomes suivants (les variables libres sont implicitement quantifiées universellement) :
1. ¬(0 = sx)
2. sx = sy → x = y
3. x + 0 = x
4. s(x + y) = x + sy
5. Soit P(x) une formule logique du premier ordre (dans le langage de l'arithmétique de Presburger, pas d'autre symbole de fonction que l'addition) avec comme variable libre x (et éventuellement d'autres variables libres). Alors la formule suivante est un axiome :

(P(0) ∧ ∀x(P(x) → P(sx))) → P(y).

### Ouvrages historiques
- (de) Richard Dedekind, Was sind und was sollen die Zahlen? [« Les Nombres. Que sont-ils et à quoi servent-ils ? »], Brunswick, Vieweg, 1888 (lire en ligne).
- (la) Giuseppe Peano, Arithmetices principia, nova methodo exposita [« Les principes de l'arithmétique, exposés par une nouvelle méthode »], Turin, Bocca, 1889 (lire en ligne).

### Exposés modernes
- (en) Yiannis Moschovakis, Notes on Set Theory, Springer, 2006, 2e éd. (1re éd. 1993) (ISBN 978-0-387-28723-2) (les axiomes de Peano dans le contexte de la  théorie des ensembles).